# بيتر باتلر (لاعب كرة قدم)
بيتر باتلر (بالإنجليزية: Peter Butler)‏ (27 أغسطس 1966 بهاليفاكس في المملكة المتحدة - ) هو مدرب كرة قدم ولاعب كرة قدم بريطاني في مركز الوسط. لعب مع غريمسبي تاون وكامبريدج يونايتد ونادي بوري ونادي ساوثيند يونايتد ونوتس كاونتي وهدرسفيلد تاون ووست بروميتش ألبيون ووست هام يونايتد ونادي هاليفاكس تاون وSorrento FC ‏.

## وصلات خارجية
- بيتر باتلر على موقع قاعدة بيانات كرة القدم.إي يو (الإنجليزية)
- بيتر باتلر على موقع Soccerbase.com (لاعب) (الإنجليزية)
- بيتر باتلر على موقع عالم كرة القدم.نت (الإنجليزية)

Error: Invalid line "[[جوزيه جونسون|Johnson]][[تصنيف:صفحات بها وصلات إنترويكي]] [[:en:Josiah Johnson|<sup class=reference title="Josiah Johnson">[الإنجليزية]</sup>]] from=xxxx to=xx" at قالب:مدربو منتخب ليبيريا لكرة القدم